# Europaspiele 2023/Teilnehmer (Ukraine)
| Gelbes Symbol für Goldmedaillen mit stilisierten Olympischen Ringen | Graues Symbol für Silbermedaillen mit stilisierten Olympischen Ringen | Braundes Symbol für Bronzemedaillen mit stilisierten Olympischen Ringen |
| ------------------------------------------------------------------- | --------------------------------------------------------------------- | ----------------------------------------------------------------------- |
| 21                                                                  | 12                                                                    | 8                                                                       |

Die Ukraine nahm mit 268 Athleten an den Europaspielen 2023 in Krakau teil.

## Medaillengewinner
| Name/n | Sportart          | Wettkampf                                |
| --- | ----------------- | ---------------------------------------- |
| Gold |                   |                                          |
| Ljudmyla Lusan Walerija Tereta | Kanu              | C2 500 m Frauen                          |
| Oleh Kucharyk Ihor Trunow | Kanu              | K2 500 m Männer                          |
| Anschelika Terljuha | Karate            | Kumite bis 55 kg Frauen                  |
| Ksenija Bajlo Danylo Konowalow Hanna Pysmenska Oleksij Sereda | Wasserspringen    | Mannschaft                               |
| Andrij Saplitnyj | Karate            | Kumite bis 75 kg Männer                  |
| Ljudmyla Lusan | Kanu              | C1 500 m Frauen                          |
| Ksenija Bajlo / Kirill Boljuch | Wasserspringen    | 10 m Synchronspringen Mixed              |
| Natalija Krol | Leichtathletik    | 800 m Frauen                             |
| Maryna Bech-Romantschuk | Leichtathletik    | Dreisprung Frauen                        |
| Oleksij Sereda / Kirill Boljuch | Wasserspringen    | 10 m Synchronspringen Männer             |
| Jaroslawa Mahutschich | Leichtathletik    | Hochsprung Frauen                        |
| Dschoan Feibi Beschura | Fechten           | Degen Frauen                             |
| Olha Charlan | Fechten           | Säbel Frauen                             |
| Julija Korostyljowa / Pawlo Korostyljow | Schießen          | 25 m Sportpistole Mannschaft Mixed       |
| Ihor Ljubtschenko | Muay Thai         | Weltergewicht (bis 67 kg) Männer         |
| Oleksandr Jefimenko | Muay Thai         | Halbmittelgewicht (bis 71 kg) Männer     |
| Oleh Pryjmatschow | Muay Thai         | Schwergewicht (bis 91 kg) Männer         |
| Olena Kostewytsch / Anastassija Nimez / Julija Korostyljowa | Schießen          | 25 m Sportpistole Mannschaft Frauen      |
| Oleh Kolodij / Danylo Konowalow | Wasserspringen    | 3 m Synchronspringen Männer              |
| Oleksandr Chyschnjak | Boxen             | Halbschwergewicht (bis 80 kg) Männer     |
| Wiktorija Us | Kanu              | K1 Cross Frauen                          |
| Silber |                   |                                          |
| Mychajlo Kochan | Leichtathletik    | Hammerwurf Männer                        |
| Maryna Aleksijiwa / Wladyslawa Aleksijiwa | Synchronschwimmen | Duett freies Programm                    |
| Anastassija Pawlowa / Iwan Koschokar | Bogenschießen     | Recurvebogen Mixed-Team                  |
| Jehor Skurichin | Muay Thai         | Halbschwergewicht (bis 81 kg) Männer     |
| Ksenija Bajlo / Sofija Esman | Wasserspringen    | 10 m Synchronspringen Frauen             |
| Anna Ponomarenko (Stefani) | Breaking          | B-Girls'                                 |
| Tajissija Babenko Julija Dechtjar Iryna Dubyzka Anastassija Klipatschenko Julija Kostjuk Aljona Kyryltschuk Wiktorija Kyslowa Anna Schulha Anastassija Terech Marija Tychonowa Iryna Wassyljuk Myroslawa Wypasnjak | Beachsoccer       | Frauen                                   |
| Tymur Brykow | Kickboxen         | Vollkontakt Mittelgewicht (bis 75,0 kg)  |
| Bronze |                   |                                          |
| Olena Kostewytsch | Schießen          | 10 m Luftpistole Frauen                  |
| Nikita Filipow | Karate            | Kumite bis 60 kg Männer                  |
| Wladyslaw Schepelew | Leichtathletik    | Dreisprung Männer                        |
| Artur Felfner | Leichtathletik    | Speerwurf Männer                         |
| Wladyslaw Mykytas | Muay Thai         | Leichtgewicht (bis 60 kg) Männer         |
| Anastassija Mychajlenko | Muay Thai         | Fliegengewicht (bis 51 kg) Frauen        |
| Wolodymyr Stankewytsch | Fechten           | Degen Männer                             |
| Artem Melnyk | Kickboxen         | Vollkontakt Cruisergewicht (bis 86,0 kg) |

## Teilnehmer nach Sportarten

### Badminton
- Glib Baketow
- Danylo Bosnjuk
- Polina Buhrowa
- Mychajlo Machnowskyj
- Jelisaweta Scharka
- Marija Stoljarenko

### 3×3 Basketball
| Wettbewerb    | Frauen                                                                |
| ------------- | --------------------------------------------------------------------- |
| Athleten      | Krystyna Filewytsch Weronika Kosmatsch Oksana Mollowa Miriam Uro-Nile |
| Gruppenphase  | Polen 19:16 Estland 13:14 Litauen 14:21                               |
| Viertelfinale | ausgeschieden                                                         |
| Halbfinale    | ausgeschieden                                                         |
| Bronze/Finale | ausgeschieden                                                         |
| Rang          | 10                                                                    |

### Beachsoccer
| Wettbewerb      | Männer | Frauen |
| --------------- | --- | --- |
| Athleten        | Andrij Borsuk Iwan Hluzkyj Oleksandr Kornijtschuk Dmytro Medwid Andrij Nerusch Andrij Paschko Oleksandr Poslawskyj Jaroslaw Saworotnyj Oleh Sborowskij Jurij Schtscheryzja Dmytro Wojtenko Maksym Wojtok | Tajissija Babenko Julija Dechtjar Iryna Dubyzka Anastassija Klipatschenko Julija Kostjuk Aljona Kyryltschuk Wiktorija Kyslowa Anna Schulha Anastassija Terech Marija Tychonowa Iryna Wassyljuk Myroslawa Wypasnjak |
| Trainer         | Mykola Kostenko | Jurij Klymenko |
| Gruppenphase    | Italien 6:5 Schweiz 2:4 Moldau 6:5 | Spanien 4:6 Italien 2:1 |
| Halbfinale      | - | Portugal 3:1 |
| Platzierung 5–8 | Aserbaidschan 6:7 | - |
| Platzierung 7–8 | Polen 3:2 | - |
| Finale          | - | Spanien 2:2 (3:5 n.N.) |
| Rang            | 7 | Silber |

Ersatz: Ihor Borsuk, Anja Dawydenko, Snischana Wolowenko

### Bogenschießen
- Olha Chomutowska
- Oleksij Hunbin
- Iwan Koschokar
- Artem Owtschynnikow
- Anastassija Pawlowa

### Boxen
- Marianna Bassanez
- Taras Bondartschuk
- Marija Bowa
- Jaroslaw Charzys
- Oleksandr Chyschnjak
- Arkadij Karzan
- Tetjana Kob
- Anastassija Kowaltschuk
- Dmytro Lowtschynskyj
- Hanna Ochrej
- Jurij Sacharjejew
- Dmytro Samotajew
- Anastassija Tschernokolenko

### Breaking
- Kusja (Oleh Kusnezow)
- Ljussy Skaj (Oleksandr Hatyn-Losynskyj)
- Stefani (Anna Ponomarenko)

### Fechten
- Julija Bakastowa
- Dschoan Feibi Beschura
- Inna Browko
- Wlada Charkowa
- Olha Charlan
- Rostyslav Herzyk
- Danijil Hojda
- Wassyl Humen
- Andrij Jahodka
- Klod Yunes
- Alina Komaschtschuk
- Olena Krawazka
- Jewhen Makijenko
- Darija Myronjuk
- Kristina Petrowa
- Andrij Pohrebnjak
- Alina Polosjuk
- Ihor Rejslin
- Olha Sopit
- Wolodymyr Stankewytsch
- Oleksij Stazenko
- Jan Sytsch
- Jurij Zap
- Darja Warfolomjejewa

### Judo
| Athleten | Wettbewerb | 1. Runde | 1. Runde | Achtelfinale  | Achtelfinale  | Viertelfinale | Viertelfinale | Halbfinale    | Halbfinale    | Finale        | Finale        | Rang |
| Athleten | Wettbewerb | Gegner   | Ergebnis | Gegner        | Ergebnis      | Gegner        | Ergebnis      | Gegner        | Ergebnis      | Gegner        | Ergebnis      | Rang |
| --- | ---------- | -------- | -------- | ------------- | ------------- | ------------- | ------------- | ------------- | ------------- | ------------- | ------------- | ---- |
| Mixed |            |          |          |               |               |               |               |               |               |               |               |      |
| Jewhenij Baljewskyj Artem Bubyr Stanislaw Huntschenko Bohdan Jadow Wladyslaw Kasimirow Andrij Kolesnyk Anastassija Antipina Darja Bilodid Ruslana Bulawina Julija Hrebenoschko Jelysaweta Lytwynenko Anastassija Tschyschewska | Mannschaft | Ungarn   | 1:4      | ausgeschieden | ausgeschieden | ausgeschieden | ausgeschieden | ausgeschieden | ausgeschieden | ausgeschieden | ausgeschieden | =17  |

### Kanu

#### Kanurennsport
- Dmytro Danylenko
- Natalija Dokijenko
- Inna Hryschtschun
- Oleh Kucharyk
- Ljudmyla Lusan
- Taras Masowskyj
- Taras Mischtschuk
- Hanna Pawlowa
- Marija Powch
- Andrij Rybatschok
- Diana Rybak
- Oleksandr Saizew
- Iwan Semykin
- Diana Tanko
- Walerija Tereta
- Ihor Trunow
- Witalij Werheles

#### Kanuslalom
- Wiktorija Dobrotworska
- Oleksandr Fedorenko
- Artem Iwtschenko
- Maksym Kornijtschuk
- Anna Lytschko
- Serhij Sowko
- Wiktorija Us

### Karate

#### Kumite
- Walerij Tschobotar
- Nikita Filipow
- Kateryna Krywa
- Halyna Melnyk
- Andrij Saplitnyj
- Anita Serjohina
- Anschelika Terljuha

### Kickboxen
- Marija Bjelkina
- Tymur Brykow
- Artem Melnyk
- Pawlo Samjatin

### Leichtathletik
| Team    | Wettbewerb  | Wettbewerb | Punkte | Punkte | Punkte | Punkte | Punkte | Punkte | Punkte     | Punkte    | Punkte    | Punkte      | Punkte           | Punkte      | Punkte    | Punkte     | Punkte     | Punkte         | Punkte     | Punkte     | Punkte     | Punkte | Rang |
| Team    | Wettbewerb  | Wettbewerb | 100 m  | 200 m  | 400 m  | 800 m  | 1500 m | 5000 m | 110 m Hü.* | 400 m Hü. | 4 × 100 m | 4 × 400 m** | 3000 m Hindernis | Kugelstoßen | Speerwurf | Hammerwurf | Diskuswurf | Stabhochsprung | Hochsprung | Dreisprung | Weitsprung | Gesamt | Rang |
| ------- | ----------- | ---------- | ------ | ------ | ------ | ------ | ------ | ------ | ---------- | --------- | --------- | ----------- | ---------------- | ----------- | --------- | ---------- | ---------- | -------------- | ---------- | ---------- | ---------- | ------ | ---- |
| Ukraine | 2. Division | Männer     | 13     | 9      | 15     | 14     | 9      | 11     | 9          | 9         | 16        | 14          | 9                | 15          | 15        | 16         | 13         | 15,5           | 14         | 16         | 10         | 435,5  | 2    |
| Ukraine | 2. Division | Frauen     | 11     | 13     | 11     | 16     | 13     | 13     | 12         | 16        | 0         | 14          | 13               | 4           | 9         | 9          | 8          | 13             | 16         | 16         | 0          | 435,5  | 2    |

* Die Frauen traten über 100 m Hürden, statt 110 m Hürden an.
** Die 4 × 400 m waren ein Mixed-Wettkampf.

#### Einzelresultate
| Wettbewerb       | Männer                                                                | Männer         | Männer | Männer      | Frauen                                                                  | Frauen          | Frauen | Frauen      |
| Wettbewerb       | Athlet                                                                | Ergebnis       | Rang   | Rang Gesamt | Athletin                                                                | Ergebnis        | Rang   | Rang Gesamt |
| ---------------- | --------------------------------------------------------------------- | -------------- | ------ | ----------- | ----------------------------------------------------------------------- | --------------- | ------ | ----------- |
| 100 m            | Andrij Wassyljew                                                      | 10,41 s        | 4      | 18          | Diana Hontscharenko                                                     | 11,55 s PB      | 6      | 20          |
| 200 m            | Stanislaw Kowalenko                                                   | 21,07 s SB     | 8      | 18          | Tetjana Kajssen                                                         | 23,28 s PB      | 4      | 15          |
| 400 m            | Oleksandr Pohorilko                                                   | 45,31 s PB     | 2      | 07          | Kateryna Karpjuk                                                        | 52,45 s SB      | 6      | 18          |
| 800 m            | Oleh Myronez                                                          | 1:47,86 min PB | 3      | 14          | Natalija Krol                                                           | 1:59,77 min SB  | 1      | Gold        |
| 1500 m           | Dmytrij Nikolajtschuk                                                 | 3:45,44 min    | 8      | 25          | Olha Ljachowa                                                           | 4:10,99 min PB  | 4      | 04          |
| 5000 m           | Bohdan-Iwan Horodyskyj                                                | 14:06,00 min   | 6      | 15          | Walerija Sinenko                                                        | 15:36,98 min PB | 4      | 13          |
| 110/100 m Hürden | Oleh Kukota                                                           | 14,08 s PB     | 8      | 22          | Hanna Plotizyna                                                         | 13,18 s         | 5      | 10          |
| 400 m Hürden     | Rostyslaw Holubowytsch                                                | 52,01 s        | 8      | 24          | Wiktorija Tkatschuk                                                     | 55,87 s         | 1      | 08          |
| 3000 m Hindernis | Roman Rostykus                                                        | 8:59,73 min    | 8      | 27          | Natalija Strebkowa                                                      | 10:00,17 min    | 4      | 13          |
| 4 × 100 m        | Erik Kostryzja Andrij Wassyljew Stanislaw Kowalenko Oleksandr Sokolow | 39,03 s SB     | 1      | 08          | Olena Radjuk-Kutschuk Diana Hontscharenko Jana Katschur Tetjana Kajssen | DNF             | DNF    | DNF         |
| Kugelstoßen      | Roman Kokoschko                                                       | 20,46 m        | 2      | 06          | Marija Larina                                                           | 13,30 m         | 13     | 34          |
| Speerwurf        | Artur Felfner                                                         | 82,24 m EU23L  | 2      | Bronze      | Hanna Hazko                                                             | 54,49 m         | 8      | 17          |
| Hammerwurf       | Mychajlo Kochan                                                       | 77,03 m SB     | 1      | Silber      | Walerija Iwanenko-Kyrylina                                              | 61,19 m         | 8      | 22          |
| Diskuswurf       | Mykyta Nesterenko                                                     | 62,42 mc       | 4      | 06          | Darja Kosatschok                                                        | 48,61 m PB      | 9      | 26          |
| Stabhochsprung   | Wladyslaw Malychin                                                    | 5,40 m         | =1     | =13         | Jana Hladijtschuk                                                       | 4,15 m          | 4      | 18          |
| Hochsprung       | Oleh Doroschtschuk                                                    | 2,24 m         | 3      | 07          | Jaroslawa Mahutschich                                                   | 1,97 m          | 1      | Gold        |
| Dreisprung       | Wladyslaw Schepelew                                                   | 16,67 m EU23L  | 1      | Bronze      | Maryna Bech-Romantschuk                                                 | 14,58 m         | 1      | Gold        |
| Weitsprung       | Serhij Nykyforow                                                      | 7,56 m         | 7      | 19          | Maryna Bech-Romantschuk                                                 | NM              | NM     | NM          |

| Wettbewerb | Mixed                                                                 | Mixed          | Mixed | Mixed       |
| Wettbewerb | Athleten                                                              | Ergebnis       | Rang  | Rang Gesamt |
| ---------- | --------------------------------------------------------------------- | -------------- | ----- | ----------- |
| 4 × 400 m  | Mykyta Barabanow Kateryna Karpjuk Oleksandr Pohorilko Anna Ryschykowa | 3:15,13 min SB | 3     | 12          |

Ersatz: Danylo Danylenko, Danyjila Chawan, Wladyslaw Jemez, Tetjana Melnyk, Illja Popow

### Moderner Fünfkampf
- Maksym Aharuschew
- Iryna Chochlowa
- Olha Klunnikowa
- Jurij Kowaltschuk
- Valeriya Permykina
- Oleksandr Towkaj
- Anastassija Tschhyschowa
- Pawlo Tymoschtschenko

### Muay Thai
- Oleksandr Jefimenko
- Ihor Ljubtschenko
- Anastassija Mychajlenko
- Wladyslaw Mykytas
- Oleh Pryjmatschow
- Jehor Skurichin

### Radsport

#### BMX-Freestyle
| Athleten               | Wettbewerb | Qualifikation | Qualifikation | Finale        | Finale        | Rang |
| Athleten               | Wettbewerb | Punkte        | Rang          | Punkte        | Rang          | Rang |
| ---------------------- | ---------- | ------------- | ------------- | ------------- | ------------- | ---- |
| Männer                 |            |               |               |               |               |      |
| Jurij Illjuschtschenko | Park       | 71,75         | 13            | ausgeschieden | ausgeschieden | 13   |

### Mountainbike
- Jana Belomoina
- Oleksandr Konjajew
- Iryna Popowa
- Serhij Ryssenko
- Iryna Slobodjan
- Dmytro Titarenko

### Schießen
- Wiktor Bankin
- Maksym Horodynez
- Swjatoslaw Hudsyj
- Natalija Kalnysch
- Polina Kolesnikowa
- Pawlo Korostyljow
- Julija Korostyljowa
- Olena Kostewytsch
- Serhij Kulisch
- Denys Kuschnirow
- Iryna Malowitschko
- Mykola Miltschew
- Wiktorija Naumenko
- Anastassija Nimez
- Olena Ochotska
- Oleh Omeltschuk
- Wiktorija Suchorukowa
- Darja Tychowa
- Oleh Zarkow

### Skispringen
| Athleten                                                                     | Wettbewerb    | 1. Durchgang                                    | 1. Durchgang | 1. Durchgang | 2. Durchgang | 2. Durchgang | 2. Durchgang | Gesamt | Gesamt |
| Athleten                                                                     | Wettbewerb    | Weite                                           | Punkte       | Rang         | Weite        | Punkte       | Rang         | Punkte | Rang   |
| ---------------------------------------------------------------------------- | ------------- | ----------------------------------------------- | ------------ | ------------ | ------------ | ------------ | ------------ | ------ | ------ |
| Frauen                                                                       |               |                                                 |              |              |              |              |              |        |        |
| Schanna Hluchowa                                                             | Normalschanze | 63,5 m                                          | 35,8         | 35           | DNQ          | DNQ          | DNQ          | 35,8   | 35     |
| Tetjana Pylyptschuk                                                          | Normalschanze | 67,0 m                                          | 55,6         | 34           | DNQ          | DNQ          | DNQ          | 55,6   | 34     |
| Tetjana Pylyptschuk                                                          | Großschanze   | 78,0 m                                          | 22,5         | 37           | DNQ          | DNQ          | DNQ          | 22,5   | 37     |
| Männer                                                                       |               |                                                 |              |              |              |              |              |        |        |
| Witalij Kalinitschenko                                                       | Normalschanze | 086,5 m                                         | 090,9        | 41           | DNQ          | DNQ          | DNQ          | 090,9  | 41     |
| Witalij Kalinitschenko                                                       | Großschanze   | 118,0 m                                         | 106,3        | 34           | DNQ          | DNQ          | DNQ          | 106,3  | 34     |
| Jewhen Marussjak                                                             | Normalschanze | 092,0 m                                         | 101,8        | 33           | DNQ          | DNQ          | DNQ          | 101,8  | 33     |
| Jewhen Marussjak                                                             | Großschanze   | 126,0 m                                         | 121,8        | 17           | 124,0 m      | 116,3        | 16           | 238,1  | 13     |
| Mixed                                                                        |               |                                                 |              |              |              |              |              |        |        |
| Schanna Hluchowa Jewhen Marussjak Tetjana Pylyptschuk Witalij Kalinitschenko | Normalschanze | 63,0 m (10) 92,5 m 0(7) 65,5 m (10) 86,5 m 0(9) | 242,9        | 10           | DNQ          | DNQ          | DNQ          | 242,9  | 10     |

### Sportklettern
- Danijil Boldyrew
- Oksana Burowa
- Jewhenija Kasbekowa
- Alina Schtschyharjewa
- Roman Wasko

### Synchronschwimmen
- Maryna Aleksijiwa
- Wladyslawa Aleksijiwa
- Marija Chowanska
- Marta Fjedina
- Weronika Hryschko
- Sofija Mazijewska
- Darja Moschynska
- Anhelina Owtschynnikowa
- Anastassija Schmonina
- Walerija Tyschtschenko

### Taekwondo
- Wladyslaw Bondar
- Wolodymyr Bystrow
- Andrij Tschumatschenko
- Andrij Harbar
- Kostjantyn Kostenewytsch
- Wiktorija Nahurna
- Renata Podoljan
- Iryna Pypot

### Teqball
- Kateryna Fessenko
- Dmytro Shewtschuk
- Darja Selenska
- Oleh Ussytschenko

### Tischtennis
- Solomija Bratejko
- Anastassija Dymytrenko
- Hanna Haponowa
- Anton Limonow
- Marharyta Pessozka
- Jewhen Pryschtschepa
- Jaroslaw Schmudenko

### Triathlon
- Maryna Kyryk
- Ksenija Lewkowska
- Sofija Pryjma
- Witalij Woronzow

### Wasserspringen
- Kyrylo Asarow
- Ksenija Bajlo
- Kirill Boljuch
- Sofija Esman
- Oleh Kolodij
- Danylo Konowalow
- Jewhen Naumenko
- Stanislav Oliferchyk
- Hanna Pysmenska
- Oleksij Sereda